# Reedsport
Reedsport es una ciudad ubicada en el condado de Douglas en el estado estadounidense de Oregón. En el año 2000 tenía una población de 4.378 habitantes y una densidad poblacional de 820.6 personas por km².

## Geografía
Reedsport se encuentra ubicada en las coordenadas 43°41′56″N 124°6′44″O / 43.69889, -124.11222.

## Demografía
Según la Oficina del Censo en 2000 los ingresos medios por hogar en la localidad eran de $26,054, y los ingresos medios por familia eran $33,689. Los hombres tenían unos ingresos medios de $33,214 frente a los $20,734 para las mujeres. La renta per cápita para la localidad era de $16,093. Alrededor del 16.0% de la población estaban por debajo del umbral de pobreza.